# Faedo
Faedo (Faé in dialetto trentino) era un comune italiano di 642 abitanti della provincia autonoma di Trento.
Il 1º gennaio 2020 è stato annesso al comune di San Michele all'Adige.

## Origini del nome
Il toponimo deriva dal latino fagus "faggio" con l'aggiunta del suffisso -ētum ("faggeto").

Faedo è documentato nel 1177 nella forma in monte Vaido e dal 1196 nelle forme de Faedo e Faedum e poi anche come Faiedum e Faye. Negli antichi documenti in lingua tedesca veniva chiamato Vaid o Welsch Vaid (welsch significa "non tedesco", allusione all'etnia della comunità).

## Storia
Importante centro minerario nel tardo medioevo (canopi), di cui si hanno cenni a partire dal 1185, quando con apposito atto furono ceduti i diritti dai conti del Tirolo al Principato Vescovile di Trento e proseguì più o meno a fasi alterne fino al 1777. Negli ultimi tempi era ritornato sotto il controllo diretto dalla giurisdizione di Königsberg (Contea del Tirolo). Per un certo periodo (1492-1495) fu anche sede di un tribunale minerario.
L'attività estrattiva dopo varie interruzioni, proseguì fino al 1956. Negli anni venti venne iniziato lo scavo di una galleria moderna (Miniera di Faedo) poche centinaia di metri a valle del paese, dove si estraeva galena argentifera. Si sviluppò in due o tre rami e due o tre livelli, proprio sotto la parte sud del paese. Continuò a fasi alterne fino al 1956 quando venne definitivamente chiusa. In seguito, dopo la sua chiusura definitiva, procurò anche seri guai per crolli interni. A causa di questo, negli anni '60, in un prato tra le case sotto la chiesa, si aprì addirittura una voragine. Più tardi vennero effettuati lavori interni di messa in sicurezza da parte della Provincia Autonoma di Trento e il pericolo così rientrò.
In località Nassi, ma per poche decine di metri nel Comune di Giovo e proprio sul confine con la provincia di Bolzano morì la prima vittima attribuita al Comitato per la liberazione del Sudtirolo, il cantoniere Giovanni Postal. Aveva trovato uno strano involucro sul bordo della Strada Statale 12 e mentre si accingeva a controllare il suo contenuto ci fu lo scoppio che lo investì e uccise sul colpo.

### Simboli
Lo stemma e il gonfalone del comune erano stati concessi con deliberazione della Giunta provinciale di Trento n. 902 del 12 febbraio 1987.
Stemma
Gonfalone

## Monumenti e luoghi d'interesse

### Architetture religiose
- Chiesa del Santissimo Redentore
- Chiesa di Sant'Agata

### Architetture militari
- Castello di Monreale

## Società

### Evoluzione demografica
Abitanti censiti

## Amministrazione
| Periodo          | Periodo          | Primo cittadino | Partito      | Carica  | Note |
| ---------------- | ---------------- | --------------- | ------------ | ------- | ---- |
| 17 maggio 2010   | 14 novembre 2015 | Bruno Faustini  | lista civica | Sindaco |      |
| 15 novembre 2015 | 31 dicembre 2019 | Carlo Rossi     | lista civica | Sindaco |      |

### Altre informazioni amministrative
Il territorio comunale ha subito nel tempo alcune variazioni: nel 1928 venne aggregato de imperio dal regime fascista insieme a Grumo al comune di San Michele all'Adige. Nel 1953 il comune di Faedo venne ricostituito (Censimento 1951: pop. res. 632), distaccandone nuovamente il territorio da quello di San Michele.
Dal 2010 il comune di Faedo è parte integrante della Comunità Rotaliana-Königsberg.
Nel 2020, in seguito a un referendum venne annesso nuovamente al comune di San Michele.